# Église Saint-Pierre de Loudun
Pour les articles homonymes, voir Église Saint-Pierre.
L'église Saint-Pierre, ou Saint-Pierre-du-Marché, est une église catholique située à Loudun, en France.

## Localisation
L'église est située dans le département français de la Vienne, sur la commune de Loudun.

## Historique
De la construction de Philippe Auguste, en 1214, près de la place où se tenait "la cohue à la viande" (aujourd'hui, place de la Bouffeterie), il ne reste que le sanctuaire et le transept avec les quatre superbes et puissants piliers sur lesquels reposent les voûtes.
Cette église fut pillée et saccagée pendant la guerre de Cent Ans. Après cette période trouble, la nef nord est construite dans le plus pur style ogival. La corporation des bouchers y ayant apporté une aide importante, leur blason est reproduit sur un chapiteau.
Dans le premier quart du XVIe siècle, l'accroissement de la population rend nécessaire la construction de la nef collatérale sud ainsi que celle du clocher et du portail.

L'aspect du portail de l'église rappelle un arc de triomphe très élevé, fort harmonieux dans ses proportions. Il est richement décoré d'élégantes sculptures. La disposition architecturale retenue par le maître d’œuvre a consisté à enserrer sous les mêmes archivoltes non seulement les deux baies d'entrée mais encore, les fenêtres placées au-dessus : le tympan ajouré.
À peine la construction terminée, les Huguenots saccagèrent l'église et les sculptures particulièrement vulnérables furent mutilées. Le portail a été restauré en 1987.
Le clocher de 1701 menaçait de s'écrouler. Il fut simplement chainé. Et ce n'est qu'en 1931 qu'il fut démoli pierre par pierre et remonté dans son aspect primitif.
Pendant la Révolution française, l'église, pillée, devint le temple de la Raison puis elle fut transformée en parc à fourrage.
L'édifice est classé au titre des monuments historiques en 1921.